# قهوه بوربن

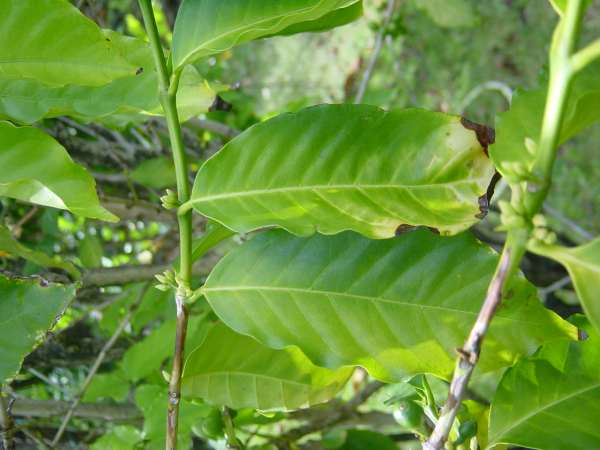
برگ‌های درخت قهوه بوربن بومی جزیره ریونیون

بوربن یک رقم از قهوه عربیکا است. این یکی از دو واریته اصلی است که ارقام جدید زیادی از آن پرورش می‌یابند، دیگری تیپیکا است. منشأ هر دو گونه یمن است.
قهوه بوربن برای اولین بار در جزیره رئونیون که قبل از سال ۱۷۸۹ با نام جزیره بوربن شناخته می‌شد تولید شد. فرانسوی‌ها بعداً آن را به سرزمین اصلی آفریقا و آمریکای لاتین بردند.
بوربن در ارتفاعات بین ۱۱۰۰ تا ۲۰۰۰ متر بهترین رشد را دارد و ۲۰ تا ۳۰ درصد بازدهی بالاتری نسبت به تیپیکا داراست، اما قهوه با کیفیت مشابهی تولید می‌کند. بوربن دارای پتانسیل بازده تجاری و نمود رشدی است اما مستعد بیماری و آفات نیز هست. کیفیت بوربن به‌طور کلی از استاندارد تا خوب پذیرفته شده است. این درخت می‌تواند بلند مرتبه شود و دارای پتانسیل بازدهی متوسط، در میوه‌های با کیفیت بسیار خوب است. همچنین مستعد ابتلا به بیماری‌های عمده قهوه است.